# Stammliste des Hauses Wittelsbach
Stammliste der Wittelsbacher mit den in der Wikipedia vertretenen Personen und wichtigen Zwischengliedern.
1. Otto I. (Bayern) (1117–1183), 1180 Herzog von Bayern, ⚭ Agnes von Loon (1150–1191)
  1. Otto (1169–1181)
  2. Sophie (1170–1238) ⚭ Landgraf Hermann I. von Thüringen (um 1155–1217)
  3. Heilica I. (* 1171) ⚭ Hallgraf Dietrich von Wasserburg (1142–1210)
  4. Agnes (1172–1200) ⚭ 1186 Graf Heinrich von Plain († 1190)
  5. Richarde (1173–1231) ⚭ 1186 Graf Otto I. von Geldern und Zütphen
  6. Ludwig der Kelheimer (1173–1231), Herzog von Bayern und Pfalzgraf bei Rhein ⚭ Ludmilla von Böhmen (1170–1240, Přemysliden)
    1. Otto II. (Bayern) (1206–1253), Herzog von Bayern und Pfalzgraf bei Rhein, ⚭ Agnes von Braunschweig (1201–1267) (Welfen)
      1. Elisabeth von Bayern (1227–1273), ⚭ (I) König Konrad IV. (HRR) (1228–1254), ⚭ (II) Graf Meinhard IV. von Görz und Tirol (1239–1295)
      2. Ludwig der Strenge (1229–1294), Herzog von Oberbayern und Pfalzgraf bei Rhein; → Linie Oberbayern
        1. Maria (* 1261), Nonne in Marienburg bei Boppard
        2. Agnes (1262–1269)
        3. Ludwig Elegans von Bayern (1267–1290) ⚭ Elisabeth (Isabella) von Lothringen (1272–1335), Tochter von Herzog Friedrich III. (Lothringen) (1238–1302)
        4. Rudolf I. (Pfalz) (1274–1319) ⚭ Mechthild von Nassau  (1280–1323), Tochter von Adolf von Nassau (vor 1250–1298), römisch-deutscher König, gefallen
          1. Ludwig (1297–1312)
          2. Adolf von der Pfalz (1300–1327) ⚭ Irmengard von Oettingen (1310–1389)
            1. Ruprecht II. (Pfalz) (1325–1398) ⚭ Beatrix von Sizilien-Aragon (1326–1365), Tochter von König Peter II. (Sizilien) (1305–1342)
              1. Anna von der Pfalz (Herzogtum Berg) (1346–1415) ⚭ Herzog Wilhelm II. (Berg) (um 1348–1408)
              2. Friedrich von Bayern (1347–1395)
              3. Johann von Bayern (1349–1395)
              4. Mechthild von Bayern (1350–1378) ⚭ Graf Sigost von Leuchtenberg
              5. Elisabeth von Bayern (1351–1401)
              6. Ruprecht (HRR) (1352–1410), römisch-deutscher König ⚭ Elisabeth von Hohenzollern-Nürnberg (1358–1411), Tochter von Burggraf Friedrich V. (Nürnberg) (1333–1398); → Nachfahren siehe unten: Pfälzische Linie
              7. Adolf (1355–1358)

            2. Adolf
            3. Friedrich
            4. (Tochter)

          3. Rudolf II. (Pfalz) (1306–1353)
            1. Anna von der Pfalz (1329–1353) ⚭ Kaiser Karl IV. (HRR) (1316–1378)

          4. Ruprecht I. (Pfalz) (1309–1390), Pfalzgraf bei Rhein, 1356 Kurfürst von der Pfalz
          5. Mechthild von Bayern (1312–1375) ⚭ Graf Johann III. (Sponheim-Starkenburg) (um 1315–1399)
          6. Anna (1318–1319)

        5. Mechthild von Bayern (1275–1319) ⚭ Herzog Otto II. (Braunschweig-Lüneburg) (1266–1330)
        6. Agnes von Bayern (1276–1340)
        7. Anna (* 1280), Nonne in Ulm
        8. Ludwig IV. (HRR) (1282–1347), Kaiser, vereinigt Ober- und Niederbayern
          1. Mathilde von Bayern (1313–1346) ⚭ Landgraf Friedrich II. (Meißen) (1310–1349)
          2. (Totgeburt) (1314)
          3. Ludwig V. (Bayern) (1315–1361)
            1. Elisabeth
            2. Hermann von Bayern (1343–1360)
            3. Meinhard III. (1344–1363) ⚭ Margarete von Österreich (1346–1366), Tochter von Herzog Albrecht II. (Österreich) (1298–1358)
            4. (Tochter)
            5. (Tochter)

          4. Anna (1316–1319)
          5. Stephan II. (Bayern) (1319–1375)
            1. Stephan III. (Bayern) (1337–1413); → Linie Bayern-Ingolstadt
              1. Ludwig VII. (Bayern) (1368–1447)
                1. Ludwig VIII. (Bayern) (1403–1445) ⚭ Margarete von Brandenburg (1410–1465), Tochter von Kurfürst Friedrich I. (Brandenburg) (1371–1440)
                2. Johann (1404)
                3. Johann (1414–1420)
                4. Anna (1416–1418)

              2. Elisabeth von Bayern (1370–1435) ⚭ König Karl VI. (Frankreich) (1368–1422)

            2. Agnes (* 1338) ⚭ König Jakob I. (Zypern) (1334–1398)
            3. Friedrich (Bayern) (1339–1393); → Linie Bayern-Landshut
              1. Elisabeth von Bayern (1361–1382) ⚭ Marco Visconti (1353–1382), Statthalter von Parma
              2. Elisabeth von Bayern (1383–1442) ⚭ Kurfürst Friedrich I. (Brandenburg) (1371–1440)
              3. Margarete (1384; früh gestorben)
              4. Heinrich XVI. (Bayern) (1386–1450), gen. der Reiche ⚭ Margarete von Österreich (1395–1447), Tochter von Erzherzog Albrecht IV. (Österreich) (1377–1404)
                1. Johanna von Bayern (1413–1444) ⚭ Pfalzgraf Otto I. (Pfalz-Mosbach) (1390–1461)
                2. Albrecht (1414–1416)
                3. Friedrich (1415–1416)
                4. Ludwig IX. (Bayern) (1417–1479) ⚭ Amalie von Sachsen (1435–1502), Tochter von Kurfürst Friedrich II. (Sachsen) (1412–1464), gen. der Sanftmütige
                  1. Elisabeth (1452–1457)
                  2. Georg (Bayern) (1455–1503) ⚭ Hedwig Jagiellonica (1457–1502) (1457–1502), Tochter von Kasimir IV. Jagiełło (1427–1492), König von Polen
                    1. Ludwig von Bayern (1476–vor 1496)
                    2. Ruprecht (1477)
                    3. Elisabeth von Bayern (1478–1504) ⚭ Pfalzgraf Ruprecht von der Pfalz (Freising) (1481–1504), gen. der Tugendhafte, Bischof von Freising
                    4. Margarete von Bayern (1480–1531)
                    5. Wolfgang (1482)

                  3. Margarete von Bayern (1456–1501) ⚭ Kurfürst Philipp (Pfalz) (1448–1508)
                  4. Anna (1462)

                5. Elisabeth von Bayern (1419–1451) ⚭ Herzog Ulrich V. (Württemberg) (1413–1480), gen. der Vielgeliebte
                6. Margarete (1420; früh gestorben)

              5. Magdalena von Bayern (1388–1410) ⚭ Graf Johann Meinhard VII. von Görz und Kirchberg (1378/1380–1430)
              6. Johann (1390–1396)

            4. Johann II. (Bayern) (1341–1397) → Linie Bayern-München
              1. Ernst (Bayern) (1373–1438) ⚭ Elisabeth Visconti (1374–1432), Tochter von Bernabò Visconti (1323–1385)
                1. Albrecht III. (Bayern) (1401–1460), gen. der Fromme ⚭ Anna von Braunschweig-Grubenhagen (1420–1474), Tochter von Herzog Erich I. (Braunschweig-Grubenhagen) (um 1383–1427), gen. der Sieger
                  1. Johann IV. (Bayern) (1437–1463)
                  2. Ernst von Bayern (1438–1460)
                  3. Siegmund (Bayern) (1439–1501)
                  4. Albrecht (1440–1445)
                  5. Margarete von Bayern (1442–1479) ⚭ Markgraf Federico I. Gonzaga (1441–1484), Herzog von Mantua
                  6. Elisabeth von Bayern (1443–1484) ⚭ Kurfürst Ernst (Sachsen) (1441–1486)
                  7. Albrecht IV. (Bayern) (1447–1508), gen. der Weise ⚭ Kunigunde von Österreich (1465–1520), Tochter von Kaiser Friedrich III. (HRR) (1415–1493); → Nachfahren siehe unten: Bayerische Linie
                  8. Christoph der Starke (1449–1493)
                  9. Wolfgang von Bayern (1451–1514)
                  10. Barbara von Bayern (1454–1472), Nonne in München

                2. Beatrix von Bayern (1403–1447)
                3. Elisabeth von Bayern (1406–1468)
                4. Amalie von Bayern (1408–1432), Nonne in München

              2. Wilhelm III. (Bayern) (1375–1435) ⚭ Margarete von Kleve (1416–1444), Tochter von Herzog Adolf II. (Kleve-Mark) (1373–1448)
                1. Adolf (Bayern) (1434–1441)
                2. Wilhelm von Bayern-München (1435)

          6. Margarete (* 1325)
          7. Anna von Bayern (1326–1361) ⚭ Herzog Johann I. (Bayern) (1329–1340), gen. das Kind
          8. Ludwig VI. (Bayern) (1328–1364/1365), Kurfürst von Brandenburg
          9. Elisabeth von Bayern (1329–1402)
          10. Wilhelm I. (Bayern) (1330–1389), Graf von Holland ⚭ Maud of Lancaster (1339–1362), Tochter von Henry of Grosmont, 1. Duke of Lancaster (1306–1361)
          11. Albrecht I. (Bayern) (1336–1404)
            1. Katharina von Bayern (1360–1402) ⚭ Herzog Wilhelm (Jülich-Geldern) (1364–1402)
            2. Johanna von Bayern (1362–1386) ⚭ Wenzel (HRR) (1361–1419), König von Böhmen, römisch-deutscher König
            3. Margarete von Bayern (1363–1423) ⚭ Johann Ohnefurcht (1371–1419), Herzog von Burgund (Haus Burgund)
            4. Wilhelm II. (Bayern) (1365–1417) ⚭ Margarete von Burgund (1374–1441), Tochter von Herzog Philipp II. (Burgund) (1342–1404), gen. der Kühne (Haus Burgund)
              1. Jakobäa (1401–1436)

            5. Albrecht II. (Bayern) (1368–1397)
            6. Johann III. (Bayern) (1374–1425), Fürstelekt von Lüttich
            7. Johanna Sophie von Bayern (1377–1410) ⚭ Erzherzog Albrecht IV. (Österreich) (1377–1404)

          12. Beatrix von Bayern (1344–1359) ⚭ König Erik XII. (Schweden) (1339–1359)
          13. Agnes (1335/45–1352)
          14. Otto V. (Bayern) (1346–1379), Kurfürst von Brandenburg ⚭ Katharina von Luxemburg (1342–1395), Tochter von Kaiser Karl IV. (HRR) (1316–1378)
          15. Ludwig (1347–1348)

      3. Heinrich XIII. (Bayern) (1235–1290), Herzog von Niederbayern ⚭ Elisabeth von Ungarn (1236–1271); → Linie Niederbayern
        1. Otto III. (Bayern) (1261–1312) ⚭ (I) Katharina von Habsburg (um 1256–1282), ⚭ (II) Agnes von Glogau (1293–1361)
          1. (I) Rudolf (*/† 1280)
          2. (I) Heinrich (*/† 1280)
          3. (II) Agnes (1310–1360) ⚭ Graf Heinrich IV. (Ortenburg)
          4. (II) Heinrich XV. (Bayern) (1312–1333) ⚭ Anna von Österreich (1318–1343)

        2. Ludwig III. (Niederbayern) (1269–1296)
        3. Stephan I. (Bayern) (1271–1310) ⚭ Jutta von Schweidnitz (1285/87–1320)
          1. Agnes, Nonne in Seligenthal (1301–1316)
          2. Beatrix (1302–1360) ⚭ Heinrich III. (Görz) († 1323)
          3. Heinrich XIV. (Bayern) (1305–1339), Herzog von Niederbayern, ⚭ Margarete von Luxemburg (1313–1341)
            1. Johann I. (Bayern) (1329–1340), Herzog von Niederbayern, ⚭ Anna von Bayern (1326–1361)

          4. Elisabeth (1306–1330) ⚭ Herzog Otto von Österreich (1301–1339)
          5. Otto IV. (Bayern) (1307–1334), Herzog von Niederbayern, ⚭ Richarda von Jülich (1314–1360)

        4. Elisabeth († 1314), Nonne in Seligenthal

      4. Sophie (1236–1289) ⚭ Graf Gebhard VI. von Sulzbach und Hirschberg (1220–1275)
      5. Agnes (1240–1306), Nonne in Seligenthal

  7. Heilica II. (* 1176) ⚭ Graf Adelbert III. von Dillingen († 1214)
  8. Elisabeth (* 1178) ⚭ Graf Berthold II. von Vohburg († 1209)
  9. Mechthild (1180–1231) ⚭ Pfalzgraf Rapoto II. (Ortenburg) (1164–1231)

## Pfälzische Linie
1. Ruprecht (HRR) (1352–1410), römisch-deutscher König ⚭ Elisabeth von Hohenzollern-Nürnberg (1358–1411), Tochter von Friedrich V. (Nürnberg) (1333–1398); → Vorfahren siehe oben: Urlinie/Linie Oberbayern
  1. Ruprecht Pipan (1375–1397) ⚭ Elizabeth von Sponheim-Kreuznach (1365–1417), Tochter von Graf Simon III. (Sponheim-Kreuznach) († 1414)
  2. Margarete von der Pfalz (1376–1434) ⚭ Herzog Karl II. von Lothringen, gen. der Kühne (1364–1431)
  3. Friedrich von der Pfalz (1377–1401)
  4. Ludwig III. (Pfalz) (1378–1436) – Kurfürst von der Pfalz
    1. Mechthild von der Pfalz (1419–1482) ⚭ I) Ludwig I. (Württemberg-Urach) († 1450), II) Erzherzog Albrecht VI. von Österreich (1418–1463)
    2. Ludwig IV. (Pfalz) (1424–1449) ⚭ Margarethe von Savoyen (1420–1479), Tochter von Amadeus VIII. (1383–1451)
      1. Philipp (Pfalz) (1448–1508) ⚭ Margarete von Bayern (1456–1501), Tochter von Herzog Ludwig IX. (Bayern) (1417–1479)
        1. Ludwig V. (Pfalz) (1478–1544) ⚭ Sibylle von Bayern (1489–1519), Tochter von Herzog Albrecht IV. (Bayern) (1447–1508)
        2. Philipp von der Pfalz (1480–1541), Bischof von Freising
        3. Ruprecht von der Pfalz (Freising) (1481–1504), Bischof von Freising ⚭ Elisabeth von Bayern (1478–1504), Tochter von Herzog Georg (Bayern) (1455–1503)
          1. Ottheinrich (1502–1559) ⚭ Susanna von Bayern (1502–1543), Tochter von Albrecht IV. (Bayern) (1447–1508) – Neuburg-Sulzbach, gen. junge Pfalz
          2. Philipp (Pfalz-Neuburg) (1503–1548), gen. der Streitbare

        4. Friedrich II. (Pfalz) (1482–1556) ⚭ Dorothea von Dänemark (1520–1580), Tochter von Christian II. (Dänemark, Norwegen und Schweden) (1481–1559)
        5. Elisabeth von der Pfalz (1483–1522) ⚭ I) Landgraf Wilhelm III. von Hessen-Marburg (1471–1500), II) Markgraf Philipp I. von Baden (1479–1553)
        6. Georg von der Pfalz (1486–1529), Bischof von Speyer
        7. Heinrich von der Pfalz (1487–1552), Bischof von Utrecht, Freising und Worms
        8. Johann III. von der Pfalz (1488–1538), Bischof von Regensburg
        9. Amalie von der Pfalz (1490–1525) ⚭ Herzog Georg I. (Pommern) (1493–1551)
        10. Barbara (1491–1505)
        11. Helene von der Pfalz (1493–1524) ⚭ Herzog Heinrich V. (Mecklenburg) (1479–1552)
        12. Wolfgang (Pfalz-Neumarkt) (1494–1558), Statthalter der Oberpfalz
        13. Otto Heinrich (1496)
        14. Katharina von der Pfalz (1499–1526), Äbtissin in Neuburg am Neckar

    3. Friedrich I. (Pfalz) (1425–1476) ⚭ Clara Tott (1440–1520), Tochter von Gerhard Tott
      1. Friedrich von Bayern (1460–1474)
      2. Ludwig I. von Löwenstein (1463–1523), Reichsgraf von Löwenstein; → Nachfahren, siehe Linie Löwenstein-Wertheim

    4. Ruprecht von der Pfalz (Köln) (1427–1480), Erzbischof von Köln

  5. Agnes von der Pfalz (1379–1401)
  6. Elisabeth von der Pfalz (1381–1409)
  7. Johann (Pfalz-Neumarkt) (1383–1443) ⚭ Katharina von Pommern-Stolp (1390–1426), Tochter von Wartislaw VII. († 1395), Herzog von Pommern; → Linie Pfalz-Neumarkt
    1. Christoph III. (Dänemark, Norwegen und Schweden) (1416–1448) ⚭ Dorothea von Brandenburg-Kulmbach (1430–1495), Tochter von Markgrafen Johann (Brandenburg-Kulmbach) (1406–1464), gen. der Alchemist

  8. Stefan von Pfalz-Simmern-Zweibrücken (1385–1459) ⚭ Anna von Veldenz (um 1390–1439), Tochter von Graf Friedrich III. von Veldenz († 1444); → Nachfahren, siehe unten Linie Pfalz-Simmern
  9. Otto I. (Pfalz-Mosbach) (1390–1461) ⚭ Johanna von Bayern (1413–1444), Tochter von Herzog Heinrich XVI. (Bayern) (1386–1450), gen. der Reiche; → Nachfahren, siehe unten Linie Pfalz-Mosbach

### Linie Pfalz-Simmern
1. Stefan von Pfalz-Simmern-Zweibrücken (1385–1459) ⚭ Anna von Veldenz (um 1390–1439), Tochter von Graf Friedrich III. (Veldenz) († 1444); → Vorfahren, siehe oben Pfälzische Linie
  1. Anna von Pfalz-Simmern-Zweibrücken (1413–1455)
  2. Margarethe von Pfalz-Simmern (1416–1426)
  3. Friedrich I. (Pfalz-Simmern) (1417–1480) ⚭ Margarethe von Geldern (1436–1486), Tochter von Herzog Arnold von Egmond (1410–1473)
    1. Katharina von Pfalz-Simmern (1455–1522), Äbtissin im St-Klara-Kloster in Trier
    2. Stefan von Pfalz-Simmern (1457–1489), Domherr in Straßburg, Mainz und Köln
    3. Wilhelm (1458)
    4. Johann I. (Pfalz-Simmern) (1459–1509) ⚭ Johanna von Nassau-Saarbrücken (1464–1521), Tochter von Graf Johann III. (Nassau-Saarbrücken) (1423–1472)
      1. Johann II. (Pfalz-Simmern) (1492–1557) ⚭ Beatrix von Baden (1492–1535), Tochter von Christoph I. (Baden) (1453–1527)
        1. Katharina von Pfalz-Simmern (1510–1572), Äbtissin im Kloster Kumbd
        2. Johanna von Pfalz-Simmern (1512–1581), Äbtissin im Kloster Marienberg bei Boppard
        3. Ottilia (1513–1553), Nonne im Kloster Marienberg bei Boppard
        4. Friedrich III. (Pfalz) (1515–1576) ⚭ Marie von Brandenburg-Kulmbach (1519–1567), Tochter von Kasimir (Brandenburg-Kulmbach) (1481–1527)
          1. Alberta (1538–1553)
          2. Ludwig VI. (Pfalz) (1539–1583) ⚭ Elisabeth von Hessen (1539–1582), Tochter von Philipp I. (Hessen) (1504–1567)
            1. Anna Maria von der Pfalz (1561–1589) ⚭ König Karl IX. (Schweden) (1550–1611)
            2. Elisabeth (1562)
            3. Dorothea Elisabeth (1565)
            4. Dorothea (1566–1568)
            5. Friedrich Philipp (1567)
            6. Johann Friedrich (1569)
            7. Ludwig (1570–1571)
            8. Katharina (1572–1586)
            9. Christine (1573–1619)
            10. Friedrich IV. (Pfalz) (1574–1610) ⚭ Luise Juliana von Oranien-Nassau (1576–1644), Tochter von Wilhelm I. (Oranien) (1533–1584)
              1. Luise Juliane von der Pfalz (1594–1640) ⚭ Pfalzgraf Johann II. (Pfalz-Zweibrücken-Veldenz) (1584–1635)
              2. Katharina Sophie (1595–1626)
              3. Friedrich V. (Pfalz) (1596–1632), König von Böhmen, gen. Winterkönig ⚭ Elisabeth Stuart (1596–1662), Tochter von König Jakob I. (England) (1566–1625)
                1. Heinrich Friedrich von der Pfalz (1614–1629), ertrunken
                2. Karl I. Ludwig (Pfalz) (1617–1680) ⚭ Charlotte von Hessen-Kassel (1627–1686), Tochter von Landgraf Wilhelm V. (Hessen-Kassel) (1602–1637)
                  1. Karl II. (Pfalz) (1651–1685) ⚭ Wilhelmine Ernestine von Dänemark und Norwegen (1650–1706), Tochter von König Friedrich III. (Dänemark und Norwegen) (1609–1670) → Linie ausgestorben
                  2. Liselotte von der Pfalz (1652–1722) ⚭ Philippe I. de Bourbon, duc d’Orléans (1640–1701)

                3. Elisabeth von Herford (1618–1680), Äbtissin zu Herford
                4. Ruprecht von der Pfalz, Duke of Cumberland (1619–1682), brit. Generalissimus und Admiral
                5. Moritz von der Pfalz (1621–1652), verschollen
                6. Luise Hollandine von der Pfalz (1622–1709), Äbtissin des Zisterzienserinnenklosters Maubuisson in Frankreich, Malerin und Kupferstecherin
                7. Ludwig (1623)
                8. Eduard von der Pfalz (1625–1663) ⚭ Anna Gonzaga (1616–1684), Tochter von Carlo I. Gonzaga (1580–1637)
                  1. Luise Marie von der Pfalz (1647–1679) ⚭ Fürst Karl Theodor Otto Fürst zu Salm (1645–1710), kaiserlicher Feldmarschall
                  2. Anna Henriette von Pfalz-Simmern (1648–1723) ⚭ Henri III. Jules de Bourbon, prince de Condé (1643–1709)
                  3. (Sohn) (1650–1651)
                  4. Benedicta Henriette von der Pfalz (1652–1730) ⚭ Herzog Johann Friedrich (Braunschweig-Calenberg) (1625–1679)

                9. Henriette Marie von der Pfalz (1626–1651) ⚭ Sigismund Rákóczi von Siebenbürgen (1622–1652), Sohn von Fürst Georg I. Rákóczi (1593–1648)
                10. Philipp von der Pfalz (1627–1650), gefallen
                11. Charlotte (1628–1631)
                12. Sophie von der Pfalz (1630–1714) ⚭ Kurfürst Ernst August (Hannover) (1629–1698)
                13. Gustav Adolf von der Pfalz (1632–1641)

              4. Elisabeth Charlotte von der Pfalz (1597–1660) ⚭ Kurfürst Georg Wilhelm (Brandenburg) (1595–1640)
              5. Anna Eleonore (1599–1600)
              6. Ludwig Wilhelm (1600)
              7. Moritz Christian (1601–1605)
              8. Ludwig Philipp von der Pfalz (1602–1655) ⚭ Marie Eleonore von Brandenburg (1607–1675), Tochter von Kurfürst Joachim Friedrich (Brandenburg) (1546–1608)
                1. Karl Friedrich (1633–1665)
                2. Gustav Ludwig (1634–1635)
                3. Karl Philipp (1635–1636)
                4. Ludwig Kasimir (1636–1652)
                5. Elisabeth Marie Charlotte von Pfalz-Simmern (1638–1664) ⚭ Herzog Georg III. (Brieg) (1611–1664)
                6. Ludwig Heinrich (Pfalz-Simmern) (1640–1674), Pfalzgraf von Simmern-Kaiserslautern ⚭ Marie von Oranien-Nassau (1642–1688), Tochter von Prinz Friedrich Heinrich (Oranien) (1584–1647), Statthalter der Vereinigten Niederlande
                7. Luise Sofie Eleonore (1642–1643)

            11. Philipp (1575)
            12. Elisabeth (1576–1577)

          3. Elisabeth von der Pfalz (1540–1594) ⚭ Herzog Johann Friedrich II. (Sachsen) (1529–1595)
          4. Hermann Ludwig (1541–1556)
          5. Johann Kasimir (Pfalz-Simmern) (1543–1592), der Jäger aus Kurpfalz ⚭ Elisabeth von Sachsen (1552–1590), Tochter von Kurfürst August (Sachsen) (1526–1586)
            1. Marie (1576–1577)
            2. Elisabeth (1578–1580)
            3. Dorothea von Pfalz-Simmern (1581–1631) ⚭ Fürst Johann Georg I. (Anhalt-Dessau) (1567–1618)

          6. Dorothea Susanne von der Pfalz (1544–1592) ⚭ Herzog Johann Wilhelm (Sachsen-Weimar) (1530–1573)
          7. Albrecht (1546–1547)
          8. Anna Elisabeth von der Pfalz (1549–1609) ⚭ (I) Landgraf Philipp II. (Hessen-Rheinfels) (1541–1583); ⚭ (II) Pfalzgraf Johann August (Pfalz-Lützelstein) (1575–1611)
          9. Christoph von der Pfalz (1551–1574), gefallen
          10. Karl (1552–1555)
          11. Kunigunde Jakobäa von der Pfalz (1556–1586) ⚭ Graf Johann VI. (Nassau-Dillenburg) (1536–1606)

        5. Brigitta von Pfalz-Simmern (1516–1562), Äbtissin in Neuburg an der Donau
        6. Georg (Pfalz-Simmern) (1518–1569) ⚭ Elisabeth von Hessen (1503–1563), Tochter von Landgraf Wilhelm I. (Hessen) (1466–1515)
        7. Elisabeth von Pfalz-Simmern (1520–1564) ⚭ Graf Georg II. (Erbach) (1506–1569)
        8. Reichard (Pfalz-Simmern-Sponheim) (1521–1598) ⚭ Emilie von Württemberg (1550–1589), Tochter von Herzog Christoph (Württemberg) (1515–1568)
        9. Maria (1524–1576), Nonne im Kloster Marienberg bei Boppard
        10. Wilhelm (1526–1527)
        11. Sabine von Pfalz-Simmern (1528–1578) ⚭ Graf Lamoral von Egmond (1522–1568)
        12. Helena von Pfalz-Simmern (1532–1579) ⚭ Graf Philipp III. (Hanau-Münzenberg) (1526–1561)

    5. Friedrich von Pfalz-Simmern (1460–1518), Domherr in Köln, Speyer, Trier, Mainz, Magdeburg und Straßburg
    6. Ruprecht von Pfalz-Simmern (1461–1507), Bischof von Regensburg
    7. Anna von Pfalz-Simmern (1465–1517), Nonne in Trier
    8. Margarete von Pfalz-Simmern (1466–1506), Nonne in Trier
    9. Helena von Pfalz-Simmern (1467–1555), Priorin im St. Agnes-Kloster in Trier
    10. Wilhelm von Pfalz-Simmern (1468–1481), Domherr in Trier

  4. Ruprecht von Pfalz-Simmern (1420–1478), Bischof von Straßburg
  5. Stephan von Pfalz-Simmern (1421–1485), Dompropst zu Köln, Speyer, Mainz, Lüttich
  6. Ludwig I. (Pfalz-Zweibrücken) (1424–1489) ⚭ Johanna von Croÿ (um 1435–1504), Tochter von Antoine I. de Croÿ; → Nachfahren, siehe unten Linie Pfalz-Zweibrücken
  7. Johann von Pfalz-Simmern (1429–1475), Erzbischof von Magdeburg

#### Linie Pfalz-Zweibrücken
1. Ludwig I. (Pfalz-Zweibrücken) (1424–1489) ⚭ Johanna von Croÿ (um 1435–1504), Tochter von Antoine I. de Croÿ; → Vorfahren, siehe oben Linie Pfalz-Simmern
  1. Margarete von Pfalz-Zweibrücken (1456–1514)
  2. Kaspar (Pfalz-Zweibrücken) (1458–1527)
  3. Johanna von Pfalz-Zweibrücken (1459–1520), Nonne im Zisterzienserinnenkloster Marienberg bei Boppard
  4. Anna von Pfalz-Zweibrücken (1461–1520), Nonne in Marienberg
  5. Alexander (Pfalz-Zweibrücken) (1462–1514) ⚭ Margareta von Hohenlohe-Waldenburg-Neuenstein (1480–1522), Tochter von Kraft VI. (Hohenlohe-Weikersheim) (1452–1503)
    1. Johanna von Pfalz-Zweibrücken (1499–1537), Nonne im St. Agnes Kloster in Trier
    2. Ludwig II. (Pfalz-Zweibrücken) (1502–1532) ⚭ Elisabeth von Hessen (1503–1563), Tochter von Landgraf Wilhelm I. (Hessen) (1466–1515)
      1. Wolfgang (Pfalz-Zweibrücken) (1526–1569) ⚭ Anna von Hessen (1529–1591), Tochter von Landgraf Philipp I. (Hessen) (1504–1567), gen. der Großmütige
        1. Christine von Pfalz-Zweibrücken-Neuburg (1546–1619)
        2. Philipp Ludwig (Pfalz-Neuburg) (1547–1614) ⚭ Anna von Jülich-Kleve-Berg (1552–1632), Tochter von Herzog Wilhelm (Jülich-Kleve-Berg) (1516–1592), gen. der Reiche; → Nachfahren, siehe unten Linie Pfalz-Neuburg
        3. Johann I. (Pfalz-Zweibrücken) (1550–1604), gen. der Ältere oder der Hinkende ⚭ Magdalena von Jülich-Kleve-Berg (1553–1633), Tochter von Wilhelm (Jülich-Kleve-Berg) (1516–1592), gen. der Reiche
          1. Maria Elisabeth (1581–1637) ⚭ Pfalzgraf Georg Gustav (Pfalz-Veldenz) (1592–1634)
          2. Johann II. (Pfalz-Zweibrücken-Veldenz) (1584–1635), gen. der Jüngere
            1. Magdalena Katharina von Pfalz-Zweibrücken (1607–1648) ⚭ Pfalzgraf Christian I. (Pfalz-Birkenfeld-Bischweiler) (1598–1654)
            2. Elisabeth Louise Juliane von Pfalz-Zweibrücken (1613–1667), Äbtissin in Herford
            3. Katharina Charlotte von Pfalz-Zweibrücken (1615–1651) ⚭ Herzog Wolfgang Wilhelm (Pfalz-Neuburg) (1578–1653)
            4. Friedrich (Pfalz-Zweibrücken-Veldenz) (1616–1661) ⚭ Anna von Nassau-Saarbrücken (1617–1667), Tochter von Wilhelm Ludwig (Nassau-Saarbrücken) (1590–1640)
              1. Wilhelm Ludwig (1641–1642)
              2. Elisabeth (1642–1677) ⚭ Fürst Viktor I. Amadeus (Anhalt-Bernburg) (1634–1718)
              3. Christine Louise Juliana (1643–1652)
              4. Friedrich Ludwig (1644–1645)
              5. Sophia Amalie (1646–1695)
              6. Eleonore Auguste (1648–1658)
              7. Karl Gustav (1649–1650)
              8. Katharina Charlotte (1651–1652)
              9. Charlotte Friederike (1653–1712) ⚭ Pfalzgraf Wilhelm Ludwig von Zweibrücken-Landsberg (1648–1675), Sohn von Friedrich Ludwig (Pfalz-Zweibrücken-Landsberg) (1619–1681)
              10. (Sohn) (1656)

            5. Anna Sibylle (1617–1641)
            6. Johann Ludwig (1619–1647)
            7. Juliane Magdalena (1621–1672) ⚭ Friedrich Ludwig (Pfalz-Zweibrücken-Landsberg) (1619–1681)
            8. Maria Amalie (1622–1641)

          3. Friedrich Kasimir (Pfalz-Zweibrücken-Landsberg) (1585–1645) ⚭ Emilia Secunda Antwerpiana von Oranien-Nassau (1581–1657), Tochter von Wilhelm I. (Oranien) (1533–1584), gen. der Schweiger
            1. Friedrich (1617)
            2. Friedrich Ludwig (Pfalz-Zweibrücken-Landsberg) (1619–1681) ⚭ Juliane Magdalena von Pfalz-Zweibrücken (1621–1672), Tochter von Johann II. (Pfalz-Zweibrücken-Veldenz) (1584–1635), gen. der Jüngere
              1. Wilhelm Ludwig (1648–1675) ⚭ Charlotte Friederike von Pfalz-Zweibrücken (1653–1712), Tochter von Friedrich (Pfalz-Zweibrücken-Veldenz) (1616–1661)

            3. Karl Heinrich (1622–1623)

          4. Johann Kasimir (Pfalz-Zweibrücken-Kleeburg) (1589–1652) ⚭ Katharina von Schweden (1584–1638), Tochter von König Karl IX. (Schweden) (1550–1611)
            1. Christine Magdalena von Pfalz-Zweibrücken-Kleeburg (1616–1662) ⚭ Markgraf Friedrich VI. (Baden-Durlach) (1617–1677)
            2. Karl Friedrich (1618–1619)
            3. Elisabeth Amalia (1619–1628)
            4. Karl X. Gustav (1622–1660), König von Schweden ⚭ Hedwig Eleonora von Schleswig-Holstein-Gottorf (1636–1715), Tochter von Friedrich III. (Schleswig-Holstein-Gottorf) (1597–1659)
              1. Karl XI. (Schweden) (1655–1697), König von Schweden ⚭ Ulrike von Dänemark (1656–1693), Tochter von König Friedrich III. (Dänemark und Norwegen) (1609–1670)
                1. Hedwig Sophia von Schweden (1681–1708) ⚭ Friedrich IV. (Schleswig-Holstein-Gottorf) (1671–1702)
                2. Karl XII. (Schweden) (1682–1718), König von Schweden
                3. Gustav (1683–1685)
                4. Ulrik (1684–1685)
                5. Frederik (1685)
                6. Karl Gustav (1686–1687)
                7. Ulrika Eleonore (Schweden) (1688–1741), Königin von Schweden ⚭ Friedrich (Schweden) (1676–1751), Landgraf von Hessen-Kassel, König von Schweden

            5. Marie Euphrosine von Pfalz-Zweibrücken-Kleeburg (1625–1687) ⚭ Graf Magnus Gabriel De la Gardie (1622–1686)
            6. Eleonore Katharine von Pfalz-Zweibrücken-Kleeburg (1626–1692) ⚭ Landgraf Friedrich (Hessen-Eschwege) (1617–1655)
            7. Adolf Johann I. (Pfalz-Zweibrücken-Kleeburg) (1629–1689)
              1. Gustav Samuel Leopold (Pfalz-Zweibrücken) (1670–1731) ⚭ Dorothea von Pfalz-Veldenz (1658–1723), Tochter von Pfalzgraf Leopold Ludwig (Pfalz-Veldenz) (1625–1694)

            8. Johann Gustav (* um 1630)

        4. Dorothea Agnes (1551–1552)
        5. Elisabeth (1553–1554)
        6. Anna (1554–1576)
        7. Elisabeth (1555–1625)
        8. Otto Heinrich (Pfalz-Sulzbach) (1556–1604) ⚭ Dorothea Maria von Württemberg (1559–1639), Tochter von Herzog Christoph (Württemberg) (1515–1568)
          1. Ludwig (1584)
          2. Anna Elisabeth (1585)
          3. Georg Friedrich (1587)
          4. Dorothea Sophie (1588–1607)
          5. Sabine (1589–1645)

        9. Otto Georg (1590)
          1. Susanne (1591–1661)
          2. Marie Elisabeth (1593–1594)
          3. Anna Sibylle (1594)
          4. Anna Sophia (1595–1596)
          5. Magdalena Sabine (1595–1596)
          6. Dorothea Ursula (1597–1598)
          7. Friedrich Christian (1600)

        10. Friedrich (Pfalz-Zweibrücken-Vohenstrauß-Parkstein) (1557–1597) ⚭ Katharina Sophia von Liegnitz (1561–1608), Tochter von Heinrich XI. von Liegnitz (1539–1588)
          1. Anna Sophie (1588–1589)
          2. Georg Friedrich (1590)
          3. Friedrich Kasimir (1590)

        11. Barbara von Pfalz-Zweibrücken-Neuburg (1559–1618) ⚭ Graf Gottfried zu Oettingen-Oettingen (1554–1622)
        12. Karl I. (Pfalz-Zweibrücken-Birkenfeld) (1560–1600) ⚭ Dorothea von Braunschweig-Lüneburg-Celle (1570–1640), Tochter von Wilhelm der Jüngere (Braunschweig-Lüneburg) (1535–1592); → Nachfahren, siehe unten Linie Pfalz-Birkenfeld
        13. Maria Elisabeth von Pfalz-Zweibrücken-Neuburg (1561–1629)
        14. Susanna (1564–1565)

      2. Christina (1528–1534)

    3. Georg von Pfalz-Zweibrücken (1503–1537), Domherr zu Trier
    4. Ruprecht (Pfalz-Veldenz) (1506–1544) ⚭ Ursula Wild- und Rheingräfin von Daun-Kyrburg und Salm (1515–1601), Tochter von Wild- und Rheingraf Johann VII. (Salm-Kyrburg); → Nachfahren, siehe unten Linie Pfalz-Veldenz
    5. Margarete (1509–1522), Nonne im Zisterzienserinnenkloster Marienberg bei Boppard
    6. Katharina von Pfalz-Zweibrücken (1510–1542)

  6. David (1463–1478)
  7. Albrecht von Pfalz-Zweibrücken (1464–1513), Domherr in Straßburg
  8. Katharina von Pfalz-Zweibrücken (1465–1542), Äbtissin im St. Agnes Kloster in Trier
  9. Philipp von Pfalz-Zweibrücken (1467–1489), Propst zu Köln
  10. Johann von Pfalz-Zweibrücken (1468–1513), Domherr zu Straßburg und Köln
  11. Elisabeth von Pfalz-Zweibrücken (1469–1500) ⚭ Graf Johann Ludwig von Nassau-Saarbrücken (1472–1545)
  12. Samson (1474–1480)

##### Linie Pfalz-Neuburg
1. Philipp Ludwig (Pfalz-Neuburg) (1547–1614) ⚭ Anna von Jülich-Kleve-Berg (1552–1632), Tochter von Herzog Wilhelm (Jülich-Kleve-Berg) (1516–1592), gen. der Reiche; → Vorfahren, oben unten Linie Pfalz-Zweibrücken
  1. Anna Maria von Pfalz-Neuburg (1575–1643) ⚭ Herzog Friedrich Wilhelm I. (Sachsen-Weimar) (1562–1602)
  2. Dorothea Sabine (1576–1598)
  3. Wolfgang Wilhelm (Pfalz-Neuburg) (1578–1653)
    1. Philipp Wilhelm (Pfalz) (1615–1690), Kurfürst
      1. Eleonore Magdalene Therese von der Pfalz (1655–1720) ⚭ Kaiser Leopold I. (HRR) (1640–1705)
      2. Maria Adelheid Anna (1656)
      3. Sophie Elisabeth (1657–1658)
      4. Johann Wilhelm (Pfalz) (1658–1716), Kurfürst ⚭ (I) Maria Anna Josepha von Österreich (1654–1689), Tochter des Kaisers Ferdinand III. (HRR) (1608–1657); ⚭ (II) Anna Maria Luisa de’ Medici (1667–1743), Tochter von Cosimo III. de’ Medici (1642–1723), Großherzog der Toskana
      5. Wolfgang Georg Friedrich von Pfalz-Neuburg (1659–1683), Pfalzgraf und Weihbischof von Köln
      6. Ludwig Anton von der Pfalz (1660–1694), Bischof von Worms
      7. Karl III. Philipp (Pfalz) (1661–1742), Kurfürst ⚭ Luise Charlotte Radziwill (1667–1695), Tochter von Prinz Bogislaw Radziwill
        1. Elisabeth Auguste Sofie von der Pfalz (1693–1728) ⚭ Joseph Karl von Pfalz-Sulzbach (1694–1729)

      8. Alexander Sigismund von der Pfalz (1663–1737), Bischof von Augsburg
      9. Franz Ludwig von der Pfalz (1664–1732), Erzbischof von Trier und Mainz
      10. Friedrich Wilhelm von der Pfalz (1665–1689), General, gefallen
      11. Marie Sophie von der Pfalz (1666–1699) ⚭ König Peter II. (Portugal) (1648–1706)
      12. Maria Anna von der Pfalz (1667–1740) ⚭ König Karl II. (Spanien) (1661–1700)
      13. Philipp Wilhelm August von der Pfalz (1668–1693) ⚭ Anna Maria Franziska von Sachsen-Lauenburg-Ratzeburg (1672–1741)
        1. Maria Anna Karoline (1693–1751) ⚭ Ferdinand Maria Innozenz von Bayern (1699–1738)

      14. Dorothea Sophie von der Pfalz (1670–1748) ⚭ Odoardo II. Farnese (1666–1693)
      15. Hedwig Elisabeth Amelia von der Pfalz (1673–1722) ⚭ Kronprinz Jakob Louis Heinrich Sobieski (1667–1737)
      16. Johann (1675)
      17. Leopoldine Eleonore von der Pfalz (1679–1693) ⚭ Kurfürst Maximilian II. Emanuel (Bayern) (1662–1726)

    2. Ferdinand Philipp
    3. Eleonore Franziska

  4. Otto Heinrich (1580–1581)
  5. August (Pfalz-Sulzbach) (1582–1632) ⚭ Hedwig von Schleswig-Holstein-Gottorf (1603–1657), Tochter von Johann Adolf (Schleswig-Holstein-Gottorf) (1575–1616) – Sulzbach
    1. Anna Sophie (1621–1675) ⚭ Joachim Ernst von Oettingen-Oettingen (1612–1659)
    2. Christian August (Pfalz-Sulzbach) (1622–1708) ⚭ Amalie von Nassau-Siegen (1615–1669), Tochter von Graf Johann VII. (Nassau-Siegen) (1561–1623), gen. der Mittlere
      1. Hedwig von Pfalz-Sulzbach (1650–1681)
      2. Amalia Maria Therese von Pfalz-Sulzbach (1651–1721), Nonne in Köln
      3. Johann August Hiel (1654–1658)
      4. Christian Alexander Ferdinand (1656–1657)
      5. Theodor Eustach (Pfalz-Sulzbach) (1659–1732) ⚭ Marie Eleonore von Hessen-Rotenburg (1675–1720), Tochter von Landgraf Wilhelm I. (Hessen-Rotenburg) (1648–1725)
        1. Maria Anna Amalia Auguste von Pfalz-Sulzbach (1693–1762), Nonne in Köln
        2. Joseph Karl von Pfalz-Sulzbach (1694–1729) ⚭ Elisabeth Auguste Sofie von der Pfalz (1693–1728), Tochter von Kurfürst Karl III. Philipp (Pfalz) (1661–1742)
          1. Karl Philipp August (1718–1724)
          2. Innocenza Maria (1719)
          3. Elisabeth Auguste von Pfalz-Sulzbach (1721–1794) ⚭ Kurfürst Karl Theodor (Pfalz und Bayern) (1724–1799)
          4. Maria Anna von Pfalz-Sulzbach (1722–1790) ⚭ Clemens Franz von Paula von Bayern (1722–1770)
          5. Maria Franziska von Pfalz-Sulzbach (1724–1794) ⚭ Friedrich Michael von Pfalz-Birkenfeld (1724–1767)
          6. Karl Philipp August (1725–1728)
          7. (Sohn) (1728)

        3. Franziska Christine von Pfalz-Sulzbach (1696–1776), Fürstäbtissin von Essen
        4. Ernestine Theodora von Pfalz-Sulzbach (1697–1775) ⚭ Wilhelm II. (Hessen-Wanfried-Rheinfels) (1671–1731)
        5. Johann Wilhelm (1698–1699)
        6. Johann Christian Joseph (Pfalz-Sulzbach) (1700–1733) ⚭ Maria Anna Henriette de la Tour d'Auvergne
          1. Karl Theodor (Pfalz und Bayern) (1724–1799), 1742 Kurfürst von der Pfalz, 1777 Kurfürst von Bayern; → Linie ausgestorben

        7. Elisabeth Eleanore (1702–1704)
        8. Anna Christine Luise von Pfalz-Sulzbach (1704–1723) ⚭ König Karl Emanuel III. (Savoyen) (1701–1773)
        9. Johann Wilhelm August (1706–1708)

    3. Adolf Friedrich (1623–1624)
    4. Auguste Sophie von Pfalz-Sulzbach (1624–1682) ⚭ Fürst Wenzel Eusebius von Lobkowicz (1609–1677)
    5. Johann Ludwig von Pfalz-Sulzbach (1625–1649), schwedischer General
    6. Philipp Florinus von Pfalz-Sulzbach (1630–1703), Generalfeldmarschall
    7. Dorothea Susanne (1631–1632)

  6. Amalia Hedwig (1584–1607)
  7. Johann Friedrich (Pfalz-Hilpoltstein) (1587–1644) in Hilpoltstein ⚭ Sophie Agnes von Hessen-Darmstadt (1604–1664)
  8. Sophie Barbara (1590–1591)

##### Linie Pfalz-Birkenfeld
1. Karl I. (Pfalz-Zweibrücken-Birkenfeld) (1560–1600) ⚭ Dorothea von Braunschweig-Lüneburg-Celle (1570–1640), Tochter von Wilhelm der Jüngere (Braunschweig-Lüneburg) (1535–1592); → Vorfahren, siehe oben Linie Pfalz-Zweibrücken
  1. Georg Wilhelm (Pfalz-Zweibrücken-Birkenfeld) (1591–1669) ⚭ Dorothea von Solms-Sonnenwalde (1586–1625), Tochter von Graf Otto zu Solms-Sonnenwalde
    1. Dorothea Amalie (1618–1635)
    2. Anna Sophia von Pfalz-Zweibrücken-Birkenfeld (1619–1680), Äbtissin in Quedlinburg
    3. Elisabeth Juliane (1620–1651)
    4. Maria Magdalena (1622–1689) ⚭ Anton Günther I. (Schwarzburg-Sondershausen) (1620–1666)
    5. Klara (1624–1628)
    6. Karl II. Otto (Pfalz-Zweibrücken-Birkenfeld) (1625–1671) ⚭ Margarete Hedwig von Hohenlohe-Neuenstein-Weikersheim (1625–1676), Tochter von Kraft VII. von Hohenlohe-Neuenstein-Weikersheim (1582–1641)

  2. Sophie (1593–1676) ⚭ Kraft VII. von Hohenlohe-Neuenstein-Weikersheim (1582–1641), Sohn von Graf Wolfgang II. von Hohenlohe-Neuenstein-Weikersheim (1546–1610)
  3. Friedrich (1594–1626), Domherr in Straßburg
  4. Christian I. (Pfalz-Birkenfeld-Bischweiler) (1598–1654)
    1. Dorothea Katharina von Pfalz-Birkenfeld-Bischweiler (1634–1715) ⚭ Graf Johann Ludwig (Nassau-Ottweiler) (1625–1690)
    2. Luise Sophia von Pfalz-Zweibrücken-Birkenfeld (1635–1691)
    3. Christian II. (Pfalz-Zweibrücken-Birkenfeld) (1637–1717) ⚭ Katharina Agathe von Rappoltstein (1648–1683); → Linie Pfalz-Birkenfeld-Bischweiler
    4. Johann Karl (Pfalz-Gelnhausen) (1638–1704) ⚭ (I) Sophie Amalie von Pfalz-Zweibrücken-Veldenz (1646–1695), Tochter von Herzog Friedrich (Pfalz-Zweibrücken-Veldenz) (1616–1661); ⚭ (II) Esther-Maria von Witzleben (1665–1725), Tochter von Freiherr Georg Friedrich von Witzleben; → Nachfahren, siehe unten Linie Pfalz-Birkenfeld-Gelnhausen
    5. Anna Magdalena von Pfalz-Birkenfeld-Bischweiler (1640–1693) ⚭ Graf Johann Reinhard II. von Hanau-Lichtenberg (1628–1666)

###### Linie Pfalz-Birkenfeld-Bischweiler
1. Christian II. (Pfalz-Zweibrücken-Birkenfeld) (1637–1717) ⚭ Katharina Agathe von Rappoltstein (1648–1683); → Vorfahren, siehe oben Linie Pfalz-Birkenfeld
  1. Magdalena Claudia von Pfalz-Zweibrücken-Birkenfeld (1668–1704) ⚭ Philipp Reinhard (Hanau-Münzenberg) (1664–1712)
  2. Elisabeth Sophia Auguste (1671–1672)
  3. Christiane Katharina (1671–1673)
  4. Charlotte Wilhelmine (1672–1673)
  5. Christian III. (Pfalz-Zweibrücken) (1674–1735) ⚭ Karoline von Nassau-Saarbrücken (1704–1774), Tochter von Graf Ludwig Kraft (Nassau-Saarbrücken) (1663–1713)
    1. Henriette Karoline von Pfalz-Zweibrücken (1721–1774) ⚭ Ludwig IX. (Hessen-Darmstadt) (1719–1790)
    2. Christian IV. (Pfalz-Zweibrücken) (1722–1775)
    3. Friedrich Michael von Pfalz-Birkenfeld (1724–1767), Generalfeldmarschall ⚭ Maria Franziska von Pfalz-Sulzbach (1724–1794), Tochter von Joseph Karl von Pfalz-Sulzbach (1694–1729)
      1. Karl II. August (Pfalz-Birkenfeld-Zweibrücken) (1746–1795) ⚭ Marie Amelie Anna von Sachsen (1757–1813), Tochter von Friedrich Christian (Sachsen) (1722–1763)
      2. Klemens August Joseph Friedrich (1749–1750)
      3. Amalie von Pfalz-Zweibrücken-Birkenfeld-Bischweiler (1752–1828) ⚭ König Friedrich August I. (Sachsen) (1750–1827)
      4. Maria Anna (1753–1824) ⚭ Herzog Wilhelm in Bayern (1752–1837)
      5. Maximilian I. Joseph (Bayern) (1756–1825), König von Bayern
        1. Ludwig I. (Bayern) (1786–1868) ⚭ Therese von Sachsen-Hildburghausen (1792–1854), Tochter von Friedrich (Sachsen-Altenburg) (1763–1834)
          1. Maximilian II. Joseph (1811–1864) ⚭ Marie Friederike von Preußen (1825–1889), Tochter von Friedrich Wilhelm Karl von Preußen (1783–1851)
            1. Ludwig II. (Bayern) (1845–1886)
            2. Otto (Bayern) (1848–1916)

          2. Mathilde Karoline von Bayern (1813–1862) ⚭ Großherzog Ludwig III. (Hessen-Darmstadt) (1806–1877)
          3. Otto (Griechenland) (1815–1867) ⚭ Amalie von Griechenland (1818–1875), Tochter von Großherzog August I. (Oldenburg) (1783–1853)
          4. Theodolinde Charlotte Luise (1816–1817)
          5. Luitpold von Bayern (1821–1912) ⚭ Auguste Ferdinande von Österreich (1825–1864), Tochter von Leopold II. (Toskana) (1797–1870)
            1. Ludwig III. (Bayern) (1845–1921) ⚭ Marie Therese von Österreich-Este (1849–1919), Tochter von Erzherzog Ferdinand Karl von Österreich-Este (1821–1849)
              1. Rupprecht von Bayern (1869–1955), Generalfeldmarschall ⚭ (I) Marie Gabriele in Bayern (1878–1912), Tochter von Carl Theodor in Bayern (1839–1909); ⚭ (II) Antonia von Luxemburg (1899–1954), Tochter von Großherzog Wilhelm IV. (Luxemburg) (1852–1912)
                1. (I) Luitpold (1901–1914)
                2. (I) Irmingard (1902–1903)
                3. (I) Albrecht von Bayern (1905–1996) ⚭ (I) Maria Gräfin Drašković von Trakošćan (1904–1969); ⚭ (II) Marie Jenke Eugenie Gräfin Keglevich von Buzin (1921–1983)
                  1. Marie Gabrielle (* 1931) ⚭ Georg von Waldburg zu Zeil und Trauchburg (1928–2015)
                  2. Marie Charlotte (1931–2018) ⚭ Fürst Paul von Quadt zu Wykradt und Isny (1930–2011)
                  3. Franz von Bayern (* 1933)
                  4. Max Emanuel Prinz von Bayern (* 1937) ⚭ Gräfin Elizabeth Douglas (* 1940)
                    1. Sophie von Bayern (* 1967) ⚭ Alois von und zu Liechtenstein (Erbprinz) (* 1968)
                    2. Marie (* 1969) ⚭ Herzog Philipp vom Württemberg (* 1964) Haus Württemberg
                    3. Helene (* 1972)
                    4. Elizabeth Charlotte (* 1973) ⚭ Daniel Terberger (* 1967)
                    5. Anna (* 1975) ⚭ (I) Klaus Runow (* 1964); ⚭ (II) Andreas-Falk Freiherr von Maltzahn (* 1964)

                4. (I) Rudolf (1909–1912)
                5. (II) Heinrich Franz Wilhelm (1922–1958) ⚭ Anne Marie de Lustrac (1927–1999)
                6. (II) Irmingard von Bayern (1923–2010) ⚭ Ludwig Karl Maria von Bayern (1913–2008)
                7. (II) Editha Marie Gabrielle (1924–2013) ⚭ (I) Tito Brunetti (1905–1954); ⚭ (II) Gustavo Schirmert (1910–1990)
                8. (II) Hilda Hildegard Marie Gabrielle (1926–2002) ⚭ Juan Bradstock Edgart Lockett de Loayza (1912–1987)
                9. (II) Gabriele Adelgunde Marie (1927–2019) ⚭ Prinz Carl von Croÿ (1914–2011)
                10. (II) Sophie Marie Therese (* 1935) ⚭ Herzog Jean Engelbert von Arenberg (1921–2011)

              2. Adelgunde von Bayern (1870–1958) ⚭ Wilhelm von Hohenzollern (1864–1927)
              3. Maria von Bayern (1872–1954) ⚭ Ferdinand Herzog von Kalabrien (1869–1960), Sohn von Alfons Maria von Neapel-Sizilien (1841–1934)
              4. Karl von Bayern (1874–1927), Generalmajor
              5. Franz Maria Luitpold von Bayern (1875–1957) ⚭ Isabella von Croÿ (1890–1982), Tochter von Karl von Croy (1859–1906)
                1. Ludwig Karl Maria von Bayern (1913–2008) ⚭ Irmingard von Bayern (1923–2010), Tochter von Rupprecht von Bayern (1869–1955)
                  1. Maria († 1953)
                  2. Philippa († 1954)
                  3. Luitpold Prinz von Bayern (* 1951) ⚭ Kathrin Beatrix Wiegand (* 1951)
                    1. Auguste von Bayern (* 1979) ⚭ Prinz Ferdinand Clemens Christian zur Lippe-Weißenfeld (* 1976)
                    2. Alice Isabella Maria (* 1981) ⚭ Prinz Lukas von Auersperg (* 1981)
                    3. Ludwig Prinz von Bayern (* 1982) ⚭ Sophie Alexandra Evekink (* 1989)
                    4. Heinrich Rudolf (* 1986) ⚭ Henriette Gruse (* 1982)
                    5. Karl Rupprecht (* 1987)

                2. Maria Elisabeth (1914–2011) ⚭ Prinz Peter Heinrich von Orleans-Braganza (1909–1981), Sohn von Ludwig d’Orléans-Braganza (1878–1920)
                3. Adelgunde (1917–2004) ⚭ Freiherr Zdenko von Hoenning O’Carroll (1906–1996)
                4. Eleonore Therese (1918–2009) ⚭ Graf Konstantin von Waldburg-Zeil (1909–1972)
                5. Dorothea (1920–2015) ⚭ Erzherzog Gottfried von Österreich-Toskana (1902–1984), Sohn von Erzherzog Peter Ferdinand von Österreich-Toskana (1874–1948)
                6. Rasso (1926–2011) ⚭ Erzherzogin Theresa von Österreich-Toskana (* 1931)
                  1. Maria-Theresia (* 1956) ⚭ Graf Thomas Kornis von Göncz-Ruszka (* 1949)
                  2. Franz-Josef (1957–2022)
                  3. Elisabeth (* 1959) ⚭ Andreas von Kuefstein (* 1954)
                  4. Wolfgang (* 1960) ⚭ (I) Beatrice zu Lodron-Laterano (* 1964); ⚭ (II) Tatiana Marie Eames (* 1976)
                    1. (I) Tassilo (* 1992)
                    2. (I) Richard (* 1993)
                    3. (I) Philipp (* 1996)
                    4. (II) Maria Flavia Felicia Eudokia Theresia (* 2011)

                  5. Benedikta (* 1961) ⚭ Rudolf von Freyberg-Eisenberg-Allmendingen (* 1958)
                  6. Christoph (* 1962) ⚭ Gudila von Plettenberg (* 1962)
                    1. Corbinian (* 1996) ⚭ Magdalena von Kessel (* 1996)[1]
                    2. Stanislaus (* 1997)
                    3. Marcello (* 1998)
                    4. Odilia (* 2002)

                  7. Gisela (* 1964) ⚭ Alexander Prinz von Sachsen-Gessaphe (* 1954)

              6. Mathilde von Bayern (1877–1906) ⚭ Ludwig Gaston von Sachsen-Coburg und Gotha (1870–1942)
              7. Wolfgang (1879–1895)
              8. Hildegard Maria von Bayern (1881–1948)
              9. Notburga (1883)
              10. Wiltrud (1884–1975) ⚭ Wilhelm Karl von Urach (1864–1928), König von Litauen
              11. Helmtrud (1886–1977)
              12. Dietlinde (1888–1889)
              13. Gundelinde (1891–1983) ⚭ Johann von Preysing-Lichtenegg-Moos (1887–1924)

            2. Leopold von Bayern (1846–1930), Generalfeldmarschall ⚭ Gisela von Österreich (1856–1932), Tochter von Kaiser Franz Joseph I. (Österreich-Ungarn) (1830–1916)
              1. Elisabeth Marie Auguste von Bayern (1874–1957) ⚭ Graf Otto Seefried auf Buttenheim (1870–1951)
              2. Auguste Maria Luise von Bayern (1875–1964) ⚭ Erzherzog Joseph August von Österreich (1872–1962), Generalfeldmarschall
              3. Georg von Bayern (1880–1943) ⚭ Isabella von Österreich-Teschen (1888–1973), Tochter von Friedrich von Österreich-Teschen (1856–1936)
              4. Konrad von Bayern (1883–1969) ⚭ Bona Margherita von Savoyen-Genua (1896–1971), Tochter von Herzog Thomas von Genua (1854–1931)
                1. Amalie Isabella Marie (1921–1985) ⚭ Umberto Poletti (1921–1995)
                2. Eugen Leopold (1925–1997) ⚭ Helene von Khevenhüller-Metsch (1921–2017)[2], Tochter von Franz-Eduard Fürst von Khevenhüller-Metsch

            3. Therese von Bayern (1850–1925)
            4. Arnulf von Bayern (1852–1907) ⚭ Therese von Liechtenstein (1850–1938), Tochter von Fürst Alois II. (Liechtenstein) (1796–1858)
              1. Heinrich von Bayern (1884–1916)

          6. Adelgunde Auguste von Bayern (1823–1914) ⚭ Erzherzog Franz V. (Modena) (1819–1875)
          7. Hildegard Luise von Bayern (1825–1864) ⚭ Erzherzog Albrecht von Österreich-Teschen (1817–1895)
          8. Alexandra Amalie von Bayern (1826–1875), Äbtissin
          9. Adalbert Wilhelm von Bayern (1828–1875) ⚭ Amalia del Pilar von Spanien (1834–1905), Tochter von Francisco de Paula de Borbón (1794–1865)
            1. Ludwig Ferdinand von Bayern (1859–1949) ⚭ María de la Paz von Spanien (1862–1946), Tochter von Franz von Assisi (Spanien) (1822–1902)
              1. Ferdinand Maria (1884–1958) ⚭ Maria Theresia von Spanien (1882–1912), Tochter von König Alfons XII. (1857–1885)
                1. Ludwig Alfons (1906–1983)
                2. Josef Eugen (1909–1966) ⚭ Maria de la Ascuncion Solange de Mesia y de Lesseps (1911–2005), Tochter von Fernando de Mesia y Fitzjames-Stuart (* 1881)
                3. Maria de las Mercedes (1911–1953) ⚭ Irakli Georgeievich Bagration-Moukhransky (1909–1977)
                4. Maria del Pilar (1912–1918)

              2. Adalbert von Bayern (1886–1970) ⚭ Auguste von Seefried auf Buttenheim (1899–1978), Tochter von Graf Otto von Seefried auf Buttenheim (1870–1951)
                1. Konstantin Prinz von Bayern (1920–1969), Bundestagsabgeordneter ⚭ (I) Maria Adelgunde von Hohenzollern-Sigmaringen (1921–2006), Tochter von Friedrich Viktor von Hohenzollern-Sigmaringen (1891–1965); (II) Helene von Khevenhüller-Metsch (1921–2017), Tochter von Franz Graf von Khevenhüller-Metsch
                  1. (I) Leopold Prinz von Bayern (* 1943), Motorsportler ⚭ Ursula Möhlenkamp (* 1947)
                    1. Manuel (* 1972) ⚭ Anna zu Sayn-Wittgenstein-Berleburg (* 1978)
                      1. Leopold Maria Bengt Karl Manuel (* 2007)
                      2. Alva Manuelle Maria Petra Yvonne (* 2010)
                      3. Gabriel Maria Abraham Ludwig Theodor (* 2014)
                      4. Joseph Carlos Maria Paul Melchior (* 2019)

                    2. Maria del Pilar (* 1978)
                    3. Maria Philippa (* 1981) ⚭ Christian Dienst  (* 1978)
                    4. Konstantin (* 1986)

                  2. (I) Adalbert Friedrich Johannes (* 1944) ⚭ (I) Marion Malkowsky (* 1945); (II) Sandra Burghardt (* 1966)
                    1. (II) Bernadette Desirée (* 1986)
                    2. (II) Hubertus Florian (* 1989)

                  3. (II) Ysabel (* 1954) ⚭ Graf Alfred Hoyos (* 1951)

                2. Alexander (1923–2001)

              3. Maria del Pilar (1891–1987)

            2. Alfons von Bayern (1862–1933) ⚭ Louise Victoire d’Orléans (1869–1952), Tochter von Ferdinand von Alençon (1844–1910)
              1. Joseph Clemens von Bayern (1902–1990), Kunsthistoriker
              2. Elisabeth von Bayern (1913–2005)

            3. Isabella Marie Elisabeth von Bayern (1863–1924) ⚭ Herzog Thomas von Genua (1854–1931), Sohn von Herzog Ferdinand Maria von Savoyen-Carignan (1822–1855)
            4. Elvira (1868–1943)
            5. Clara (1874–1941)

        2. Auguste von Bayern (1788–1851) ⚭ Eugène de Beauharnais (1781–1824), Herzog von Leuchtenberg
        3. Amalia Marie Auguste von Bayern (1790–1794)
        4. Karoline Auguste von Bayern (1792–1873)
        5. Karl von Bayern (1795–1875), Generalfeldmarschall
        6. Maximilian Joseph Karl Friedrich (1800–1803)
        7. Elisabeth Ludovika von Bayern (1801–1873) ⚭ König Friedrich Wilhelm IV. (1795–1861)
        8. Amalie Auguste von Bayern (1801–1877) ⚭ König Johann (Sachsen) (1801–1873)
        9. Maria Anna Leopoldine von Bayern (1805–1877) ⚭ König Friedrich August II. (Sachsen) (1797–1854)
        10. Sophie Friederike von Bayern (1805–1872) ⚭ Franz Karl von Österreich (1802–1878)
        11. Ludovika Wilhelmine von Bayern (1808–1892) ⚭ Max Joseph in Bayern (1808–1888)
        12. Maximiliane Josepha Karoline (1810–1821)

    4. Christiane Henriette von Pfalz-Zweibrücken (1725–1816) ⚭ Fürst Karl August Friedrich (Waldeck-Pyrmont) (1704–1763)

  6. Luise von Pfalz-Birkenfeld-Bischweiler (1679–1753)

###### Linie Pfalz-Birkenfeld-Gelnhausen
1. Johann Karl (Pfalz-Gelnhausen) (1638–1704) ⚭ (I) Sophie Amalie von Pfalz-Zweibrücken-Veldenz (1646–1695), Tochter von Herzog Friedrich (Pfalz-Zweibrücken-Veldenz) (1616–1661); ⚭ (II) Esther-Maria von Witzleben (1665–1725), Tochter von Freiherr Georg Friedrich von Witzleben; → Vorfahren, siehe oben Linie Pfalz-Birkenfeld
  1. Magdalene Juliane (1686–1720) ⚭ Herzog Joachim Friedrich (Schleswig-Holstein-Sonderburg-Plön) (1668–1722)
  2. Friedrich Bernhard (Pfalz-Gelnhausen) (1697–1739) ⚭ Ernestine Luise von Waldeck (1705–1782), Tochter von Fürst Friedrich Anton Ulrich (Waldeck-Pyrmont) (1676–1728)
  3. Johann (Pfalz-Gelnhausen) (1698–1780) ⚭ Sophie Charlotte von Salm-Dhaun (1719–1770), Tochter von Karl von Salm-Dhaun
    1. Karl (1745–1789)
    2. Luise Christiane von Birkenfeld-Gelnhausen (1748–1829) ⚭ Heinrich XXX. (1727–1802), Graf von Reuß-Gera
    3. Johanna (1750/51–1752)
    4. Wilhelm in Bayern (1752–1837) ⚭ Maria Anna von Pfalz-Zweibrücken (1753–1824), Tochter von Friedrich Michael von Pfalz-Birkenfeld (1724–1767)
      1. (Sohn) (1782)
      2. Maria Elisabeth in Bayern (1784–1849) ⚭ Marschall Louis-Alexandre Berthier (1753–1815)
      3. Pius August in Bayern (1786–1837) ⚭ Amalie Luise von Arenberg (1789–1823), Tochter von Herzog Ludwig Maria von Arenberg (1757–1795)
        1. Max Joseph in Bayern (1808–1888) ⚭ Ludovika Wilhelmine von Bayern (1808–1892), Tochter von König Maximilian I. Joseph (Bayern) (1756–1825)
          1. Ludwig in Bayern (1831–1920)
          2. Wilhelm Karl (1832–1833)
          3. Helene in Bayern (1834–1890) ⚭ Maximilian Anton von Thurn und Taxis (1831–1867)
          4. Elisabeth von Österreich-Ungarn (1837–1898) ⚭ Kaiser Franz Joseph I. (Österreich-Ungarn) (1830–1916)
          5. Carl Theodor in Bayern (1839–1909)
            1. Amalie in Bayern (1865–1912) ⚭ Wilhelm Karl von Urach (1864–1928), kurzzeitig König Mindaugas II. von Litauen
            2. Sophie Adelheid in Bayern (1875–1957) ⚭ Hans Viet zu Toerring-Jettenbach, Sohn von Graf Clemens zu Toerring-Jettenbach-Gutenzell
            3. Elisabeth Gabriele in Bayern (1876–1965) ⚭ König Albert I. (Belgien) (1875–1934)
            4. Marie Gabriele in Bayern (1878–1912) ⚭ Rupprecht von Bayern (1869–1955), Generalfeldmarschall
            5. Ludwig Wilhelm in Bayern (1884–1968) ⚭ Eleonore Anna Lucie zu Sayn-Wittgenstein-Berleburg († 1965), Tochter von Prinz Franz zu Sayn-Wittgenstein-Berleburg
              1. (adoptiert) Max Emanuel Herzog in Bayern (* 1937)

            6. Franz Joseph in Bayern (1888–1912)

          6. Marie in Bayern (1841–1925) ⚭ König Franz II. (Sizilien) (1836–1894)
          7. Mathilde in Bayern (1843–1925) ⚭ Ludwig von Trani (1838–1886)
          8. Maximilian (1845)
          9. Sophie in Bayern (1847–1897) ⚭ Ferdinand von Alençon (1844–1910)
          10. Max Emanuel in Bayern (1849–1893) ⚭ Amalie von Sachsen-Coburg und Gotha (1848–1894), Tochter von Prinz August von Sachsen-Coburg und Gotha (1818–1881)
            1. Siegfried in Bayern (1876–1952)
            2. Christoph in Bayern (1879–1963)
            3. Luitpold Emanuel in Bayern (1890–1973)

    5. Friederike (1753)
    6. Sophia (1757–1760)
    7. Christian (1760–1761)
    8. Johann (1764–1765)

  4. Charlotte Katharina (1699–1785) ⚭ Fürst Friedrich Wilhelm zu Solms-Braunfels (1695/96–1761), Sohn von Wilhelm von Solms-Braunfels
  5. Wilhelm von Pfalz-Gelnhausen (1701–1760), Feldmarschall
  6. Sofie Marie (1702–1761) ⚭ Graf Heinrich XXV. (Reuß-Gera) (1681–1748)

##### Linie Pfalz-Veldenz
1. Ruprecht (Pfalz-Veldenz) (1506–1544) ⚭ Ursula Wild- und Rheingräfin von Daun-Kyrburg und Salm (1515–1601), Tochter von Wild- und Rheingraf Johann VII. (Salm-Kyrburg); → Vorfahren, oben unten Linie Pfalz-Zweibrücken
  1. Anna von Pfalz-Veldenz (1540–1586) ⚭ Markgraf Karl II. (Baden-Durlach) (1529–1577)
  2. Georg Johann I. (Pfalz-Veldenz) (1543–1592) ⚭ Anna Maria von Schweden (1545–1610), Tochter von König Gustav I. Wasa (1496–1560)
    1. Georg Gustav (Pfalz-Veldenz) (1564–1634)
      1. Anna Magdalene von Pfalz-Veldenz (1602–1630) ⚭ Herzog Heinrich Wenzel (Oels-Bernstadt) (1592–1639)
      2. Johann Friedrich von Pfalz-Veldenz (1604–1632)
      3. Georg Gustav (1605)
      4. Elisabeth (1607–1608)
      5. Karl Ludwig von Pfalz-Veldenz (1609–1631), gefallen
      6. Wolfgang Wilhelm (1610–1611)
      7. Sophie Sibylle (1612–1616)
      8. Marie Elisabeth von Pfalz-Veldenz (1616–1649), Nonne aus Herford
      9. Marie Amalie (1621–1622)
      10. Magdalene Sophie von Pfalz-Veldenz (1622–1691)
      11. Leopold Ludwig (Pfalz-Veldenz) (1625–1694) ⚭ Agatha Christine von Hanau-Lichtenberg (1632–1681), Tochter von Graf Philipp Wolfgang (Hanau-Lichtenberg) (1595–1641)
        1. (Tochter) (1649)
        2. Anna Sophie von Pfalz-Veldenz (1650–1706), Nonne
        3. Gustav Philipp von Pfalz-Veldenz (1651–1679), ermordet
        4. Elisabeth Johanna von Pfalz-Veldenz (1653–1718) ⚭ Johann XI., Wild- und Rheingraf zu Salm-Kyrburg (1635–1688)
        5. Christine (1654–1655)
        6. Christine Luise (1655–1656)
        7. Christian Ludwig (1656–1658)
        8. Dorothea von Pfalz-Veldenz (1658–1723) ⚭ Herzog Gustav Samuel Leopold (Pfalz-Zweibrücken) (1670–1731)
        9. Leopold Ludwig (1659–1660)
        10. Karl Georg von Pfalz-Veldenz (1660–1686), gefallen
        11. Agnes Eleonore (1662–1664)
        12. August Leopold von Pfalz-Veldenz (1663–1689), gefallen

    2. Anna Margarete (1565)
    3. Johann Ruprecht (1566–1567)
    4. Anna Margarete von Pfalz-Veldenz (1571–1621) ⚭ Reichard (Pfalz-Simmern-Sponheim) (1521–1598)
    5. Ursula von Pfalz-Veldenz-Lützelstein (1572–1635) ⚭ Herzog Ludwig (Württemberg) (1554–1593)
    6. Johanna Elisabeth von Pfalz-Veldenz (1573–1601)
    7. Johann August (Pfalz-Lützelstein) (1575–1611) ⚭ Anna Elisabeth von Simmern (1549–1609), Tochter von Friedrich III. (Pfalz) (1515–1576)
    8. Ludwig Philipp (Pfalz-Guttenberg) (1577–1601)
    9. Marie Anna (1579)
    10. Katharina Ursula (1582–1595)
    11. Georg Johann II. (Pfalz-Lützelstein) (1586–1654) ⚭ Susanna von Pfalz-Sulzbach (1591–1661), Tochter von Otto Heinrich (Pfalz-Sulzbach) (1556–1604)
      1. Georg Otto (1614–1635)
      2. Anna Maria (1616)
      3. Johann Friedrich (1617–1618)
      4. Philipp Ludwig (1619–1620)

  3. Ursula (1543–nach 1578) ⚭ Graf Wirich VI. von Daun-Falkenstein (um 1542–1598)

### Linie Pfalz-Mosbach
1. Otto I. (Pfalz-Mosbach) (1390–1461) ⚭ Johanna von Bayern (1413–1444), Tochter von Herzog Heinrich XVI. (Bayern) (1386–1450), gen. der Reiche; → Vorfahren, siehe oben Pfälzische Linie
  1. Margarethe von Pfalz-Mosbach (1432–1457) ⚭ Graf Reinhard III. (Hanau) (1412–1452)
  2. Amalie von der Pfalz-Mosbach (1433–1483)
  3. Otto II. (Pfalz-Mosbach) (1435–1499), gen. Mathematicus
  4. Ruprecht I. von der Pfalz-Mosbach (1437–1465), Bischof von Regensburg
  5. Dorothea von der Pfalz-Mosbach (1439–1482), Priorin im Kloster Liebenau
  6. Albrecht von Pfalz-Mosbach (1440–1506), Bischof von Straßburg; → Linie ausgestorben
  7. Anna von der Pfalz-Mosbach (* 1441), Priorin im Kloster Himmelskron
  8. Johann von der Pfalz-Mosbach (1443–1486), Dompropst zu Mainz, Speyer und Augsburg
  9. Barbara von der Pfalz-Mosbach (1444–1486), Nonne im Kloster Liebenau

## Bayerische Linie
1. Albrecht IV. (Bayern) (1447–1508) ⚭ Kunigunde von Österreich (1465–1520), Tochter von Kaiser Friedrich III. (HRR) (1415–1493); → Vorfahren siehe oben: Urlinie/Linie Oberbayern
  1. Sidonie von Bayern (1488–1505)
  2. Sibylle von Bayern (1489–1519) ⚭ Kurfürst Ludwig V. (Pfalz) (1478–1544)
  3. Sabina von Bayern (1492–1564) ⚭ Herzog Ulrich (Württemberg) (1487–1550)
  4. Wilhelm IV. (Bayern) (1493–1550) ⚭ Maria Jakobäa von Baden (1507–1580), Tochter von Philipp I. (Baden) (1479–1533)
    1. Theodo (1526–1534)
    2. Albrecht V. (Bayern) (1528–1579) ⚭ Anna von Österreich (1528–1590), Tochter von Kaiser Ferdinand I. (HRR) (1503–1564)
      1. Karl (1547)
      2. Wilhelm V. (Bayern) (1548–1626) ⚭ Renata von Lothringen (1544–1602), Tochter von Herzog Franz I. (Lothringen) (1517–1545)
        1. Christoph (1570)
        2. Christine (1571–1580)
        3. Maximilian I. (Bayern) (1573–1651) ⚭ Maria Anna von Österreich (1610–1665), Tochter von Kaiser Ferdinand II. (HRR) (1578–1637)
          1. Ferdinand Maria (Bayern) (1636–1679) ⚭ Henriette Adelheid von Savoyen (1636–1676), Tochter von Herzog Viktor Amadeus I. (Savoyen) (1587–1637)
            1. Maria Anna von Bayern (1660–1690) ⚭ Ludwig von Frankreich, Le Grand Dauphin (1661–1711)
            2. Maximilian II. Emanuel (Bayern) (1662–1726) ⚭ (I) Maria Antonia von Österreich (1669–1692), Tochter von Kaiser Leopold I. (HRR) (1640–1705); ⚭ (II) Therese Kunigunde von Polen (1676–1730), Tochter von Johann III. Sobieski (1629–1696), König von Polen
              1. Leopold Ferdinand (1689)
              2. Anton (1690)
              3. Joseph Ferdinand von Bayern (1692–1699)
              4. (Sohn) (1695)
              5. Maria Anna von Bayern (1696–1750)
              6. Karl VII. (HRR) (1697–1745), Kaiser ⚭ Maria Amalia von Österreich (1701–1756), Tochter von Kaiser Joseph I. (HRR) (1678–1711)
                1. Maximiliane Maria (1723)
                2. Maria Antonia von Bayern (1724–1780) ⚭ Friedrich Christian (Sachsen) (1722–1763)
                3. Theresia Benedicte (1725–1743)
                4. Maximilian III. Joseph (1727–1777) ⚭ Maria Anna Sophia von Sachsen (1728–1797), Tochter von König August III. (1696–1763)
→ Linie ausgestorben
                5. Joseph Ludwig (1728–1733)
                6. Maria Anna von Bayern (1734–1776) ⚭ Ludwig Georg Simpert (1702–1761)
                7. Maria Josepha von Bayern (1739–1767) ⚭ Kaiser Joseph II. (1741–1790)

              7. Philipp Moritz von Bayern (1698–1719)
              8. Ferdinand Maria Innozenz von Bayern (1699–1738) ⚭ Maria Anna Karoline von Pfalz-Neuburg (1693–1751), Tochter von Philipp Wilhelm August von der Pfalz (1668–1693)
                1. Maximilian Joseph Franz (1720–1738)
                2. Clemens Franz de Paula von Bayern (1722–1770) ⚭ Maria Anna von Pfalz-Sulzbach (1722–1790), Tochter von Joseph Karl von Pfalz-Sulzbach (1694–1729)
                3. Theresia Emanuela von Bayern (1723–1743)

              9. Clemens August I. von Bayern (1700–1761), Erzbischof von Köln, Hochmeister
              10. Wilhelm (1701–1704)
              11. Alois Johann Adolf (1702–1705)
              12. Johann Theodor von Bayern (1703–1763), Bischof von Regensburg, Freising und Lüttich
              13. Maximilian Emanuel Thomas (1704–1709)

            3. Luise Margarete Antonie
            4. Ludwig Amadeus Victor
            5. Kajetan Maria Franz
            6. Joseph Clemens von Bayern (1671–1723), Kurfürst und Erzbischof von Köln
            7. Violante Beatrix (1673–1731) ⚭ Ferdinando de’ Medici (1663–1713)

          2. Maximilian Philipp Hieronymus (Bayern-Leuchtenberg) (1638–1705), Landgraf von Leuchtenberg ⚭ Mauritia de la Tour d'Auvergne (1652–1706), Tochter von Frédéric-Maurice de La Tour d’Auvergne, duc de Bouillon (1605–1652)

        4. Maria Anna von Bayern (1574–1616) ⚭ Kaiser Ferdinand II. (HRR) (1578–1637)
        5. Philipp von Bayern (1576–1598), Kardinal und Bischof von Regensburg
        6. Ferdinand von Bayern (1577–1650), Erzbischof von Köln
        7. Eleonore Magdalena (1578–1579)
        8. Karl (1580–1587)
        9. Albrecht VI. (Bayern-Leuchtenberg) (1584–1666) ⚭ Mechthilde von Leuchtenberg (1588–1634), Tochter von Landgraf Georg IV. Ludwig (Leuchtenberg) (1563–1613)
          1. Maria Renate (1616–1630)
          2. Karl Johann Franz von Bayern (1618–1640)
          3. Ferdinand Wilhelm von Bayern (1620–1629)
          4. Maximilian Heinrich von Bayern (1621–1688), Kurfürst und Erzbischof von Köln.
          5. Albrecht Sigismund von Bayern (1623–1685), Bischof von Regensburg,

        10. Magdalene von Bayern (1587–1628) ⚭ Pfalzgraf Wolfgang Wilhelm (Pfalz-Neuburg) (1578–1653)

      3. Ferdinand von Bayern (1550–1608)
      4. Maria Anna von Bayern (1551–1608) ⚭ Erzherzog Karl II. (Innerösterreich) (1540–1590)
      5. Maximiliana Maria von Bayern (1552–1614)
      6. Friedrich (1553–1554)
      7. Ernst von Bayern (1554–1612), Erzbischof von Köln
        1. Wilhelm II. von Bayern († 1657), Landdrost und Fürstabt von Malmedy und Stablo (1650–1657)

    3. Wilhelm (1529–1530)
    4. Mechthild von Bayern (1532–1565) ⚭ Philibert (Baden-Baden) (1536–1569)

  5. Ludwig X. (Bayern) (1495–1545)
  6. Susanne (1499–1500)
  7. Ernst von Bayern (1500–1560), Fürstbischof von Passau, Erzbischof von Salzburg und Pfandherr der Grafschaft Glatz
  8. Susanna von Bayern (1502–1543) ⚭ (I) Markgraf Kasimir (Brandenburg-Kulmbach) (1481–1527); ⚭ (II) Kurfürst Ottheinrich (1502–1559)

1. ↑  Sven Geißelhardt: Haus Wittelsbach bekommt Familienzuwachs mit Ehefrau von Prinz Corbinian: Was weiß man über Prinzessin Magdalena? In: abendzeitung-muenchen.de. 18. August 2023, abgerufen am 29. August 2023.
2. ↑  
Hella Prinzessin von Bayern gestorben (Memento vom 28. Dezember 2017 im Internet Archive)